# Hahnodontidae
Hahnodontidae è una famiglia di mammaliaformi estinti appartenente all'ordine degli Haramiyida. Inizialmente i suoi membri vennero considerati un gruppo di multitubercolati, ma la scoperta più recente di forme meglio conosciute (Cifelliodon) ha permesso una riclassificazione.
La famiglia comprende i generi Hahnodon (Sigogneau Russell, 1991), Denisodon (Hahn, G. e Hahn, R. 2003) e il già citato Cifelliodon.